# Mohamed Hamzah Charara
 Mohamed Hamzah Charara (arabisch محمد بن حمزة شرارة, DMG Muḥammad b. Ḥamza Šarāra; * 8. September 1924 in Medina; † 19. April 2012 in der Provinz Mekka) war ein saudischer Diplomat.
Er war mit Anna Rusisca verheiratete; sie hatten gemeinsam einen Sohn.

## Studium
Er war Bachelor der Politikwissenschaft der Universität La Sapienza und wurde 1949 von der Universität Alexandria zum Doktor der Rechte promoviert.

## Werdegang
1949 trat er in den auswärtigen Dienst und wurde bis 1951 im Außenministerium, das sich damals in Dschidda befand, beschäftigt. Von 1951 bis 1954 war er Attaché und Sekretär des saudi-arabischen Gesandtschaft in Rom. Ab 25. März 1958 war er Geschäftsträger in Tokio, wo er 1961 Botschafter wurde. Von 1961 bis 1965 leitete er die Abteilung West im Außenministerium in dieser Funktion wurde er 1963 zum Ministre plénipotentiaire und 1964 zum Botschafter ernannt. 1955, 1957 und 1961 war er Mitglied der saudischen Delegation zu den Sitzungsperioden der Generalversammlung der Vereinten Nationen.
1961 war er Mitglied der saudischen Delegation zu Konferenz der Bewegung der Blockfreien Staaten in Belgrad. 1962 war er Mitglied der saudischen Delegation zu Konferenz der Blockfreien Bewegung in Kairo. Von 1966 bis 1972 war er Ständiger Vertreter der Saudischen Regierung nächst dem Büro der Vereinten Nationen in Genf. Vom 13. Juni 1973 bis 1981 war er Botschafter in Brüssel und bei der EU-Kommission und in Luxemburg akkreditiert. Von 1981 bis 1984 war er Botschafter in Mexiko-Stadt.